# Бабушкина, Татьяна Викторовна
Татья́на Ви́кторовна Ба́бушкина (4 августа 1947 — 26 апреля 2008) — русский педагог, один из зачинателей клубной педагогики. Член Петровской академии наук и искусств. Автор книги «Что хранится в карманах детства» (в первом издании — «„Секретики“ детства») и множества статей.

## Биография
Родилась и жила в Ростове-на-Дону. Окончила Ростовский государственный педагогический институт, затем преподавала в нём. В 1970-х годах создала клуб «Эстетика, творчество, общение» (ЭТО). В конце 1990-х годов ею был создан клуб «Внимание, черепаха!», название появилось благодаря дружбе с Роланом Быковым. Вместе со студентами — своими учениками — проводила театрализованные занятия для детей и лагеря в Танаисе, Мезмае, Аксае, Крыму (Коктебель), хуторе Нижнекривском станицы Вёшенской, Теберде. Дети ласково называли её — Тиви, Тивиша. О Т. Бабушкиной и её клубе ЭТО писали в своих книгах Леонид Жуховицкий и Евгений Богат.
Погибла 26 апреля 2008 года вместе с членом клуба Алексеем Ярошенко, когда ехала из Ростова в Подольск к внучке. Похоронена под Подольском.

## Сочинения
- «Секретики» детства (недоступная ссылка) — Киев: «Редакции общепедагогических газет», 2005, 112 . — (Б-ка «Шкільного світу») — ISBN 966-8356-49-7
- Часы пробили в дюжину. — СПб.: Агентство образовательного сотрудничества, Образовательные проекты, Речь, 2010. — 128 с. — (Трилогия «Что хранится в карманах детства») — ISBN 978-5-98368-072-2
- О щедрой радости детства. — СПб.: Агентство образовательного сотрудничества, Образовательные проекты, Речь, 2010. — 128 с. — (Трилогия «Что хранится в карманах детства») — ISBN 978-5-98368-075-3
- Одушевляющая связь. — СПб.: Агентство образовательного сотрудничества, Образовательные проекты, Речь, 2010. — 160 с. — (Трилогия «Что хранится в карманах детства») — ISBN 978-5-98368-073-9